# Szabadságot Magyarországnak!
A Szabadságot Magyarországnak! a Romantikus Erőszak együttes rock-maxilemeze. A kiadvány csak korlátozott példányszámban, 305 példányszámban jelent meg 2003. október 22-én.

## Számok listája
1. Ezerkilencszázhúsz – ez a dal Trianonról szól, a határon túli területek közül Erdélyt (benne Vajdahunyadot és Székelyföldet) és Felvidéket (Kassát) említi.[2]
2. Tovább viszem

## Közreműködők
- Sziva Balázs (ének, 12-húros gitár, kórus)
- ifj. Csoóri Sándor (hegedű)
- Kovács Richárd (basszusgitár)
- Kováts Balázs (dob)
- Talabér Péter (gitár)